# Underrated silence
Underrated silence is een studioalbum van Ulrich Schnauss en Mark Peters. 

## Inleiding
Schnauss was toen nog onafhankelijk artiest; Peters was lid van Engineers. Zij kwamen met een bij hun thuis opgenomen album met elektronische muziek (stijl Indietronica) en ambient. Ook tekenen van invloeden van de Berlijnse School voor elektronische muziek zijn te horen. Het album werd uitgebracht door het in elektronische muziek en krautrock gespecialiseerde Bureau B. Het album verscheen daarbij zowel op elpee als op compact disc. In de platenhoes is een tekst afgedrukt van Leon Trotsky (What is national socialism) uit 1933. 

## Musici
- Ulrich Schnauss – synthesizer, piano
- Mark Peters – gitaar, basgitaar
- Judith Beck – gitaar op forgotten, stem op long distance call en forgotten

## Muziek
| Nr. | Titel                   | Duur |
| --- | ----------------------- | ---- |
| 1.  | the messiah is falling  | 3:44 |
| 2.  | long distance call      | 2:53 |
| 3.  | forgotten               | 4:15 |
| 4.  | yesterday didn’t exist  | 5:30 |
| 5.  | rosen im asphalt        | 5:35 |
| 6.  | the child of the pigeon | 3:44 |
| 7.  | ekaterina               | 5:31 |
| 8.  | amoxicillin             | 4:20 |
| 9.  | gift horse’s mouth      | 7:23 |
| 10. | underrated silence      | 6:52 |

Amoxycillin is de Engelstalige naam voor geneesmiddel Amoxycilline.